# Kamel al-Asaad
Kamel al-Asaad (arab. كامل الأسعد, ur. 1932, zm. 25 lipca 2010) – libański polityk, trzykrotnie przewodniczący Zgromadzenia Narodowego Libanu (1964, 1968, 1970–1984).
Kamel al-Asaad jest synem Ahmeda, który również był przewodniczącym Zgromadzenia Narodowego.